# Sanda Toma (canoë-kayak)
Pour les articles homonymes, voir Sanda Toma et Toma.
Sanda Toma, née le 17 mars 1970 à Periș (Roumanie), est une kayakiste roumaine.

## Palmarès
- Jeux olympiques d'été
  - Jeux olympiques d'été de 2000 à Sydney
    -  médaille de bronze en K4 (500 m)[1]
- Championnats du monde
  - Championnats du monde de course en ligne de canoë-kayak de 1993 à Copenhague
    -  médaille de bronze en K2 (5 000 m)